# 張文煜
張文煜，奉天人，清朝政治人物。岁贡生出身。
清順治三年，廣東總督佟養甲入粵，張文煜擔任清朝廣州府新安縣知縣。后由楊美開接任。